# شاه محمدقاسمی
شاه محمدقاسمی/ ده شاه محمد قاسمی /، روستایی از توابع بخش میان‌کنگی شهرستان زابل در استان سیستان و بلوچستان ایران است.

## جمعیت
این روستا در دهستان مارگان قرار دارد و براساس سرشماری مرکز آمار ایران در سال ۱۳۸۵، جمعیت آن ۱۳۶ نفر (۳۱خانوار) بوده‌است.